# 廣澤縣
广澤縣（越南语：／）是越南广平省下辖的一个县。

## 地理
广泽县北接河静省奇英市社和奇英县，南接𠀧屯市社，西接宣化县，东临南海。

## 历史
2013年12月20日，以𠀧屯市镇、广隆社、广丰社、广寿社、广顺社、广福社、广山社、广先社、广中社、广新社、广水社、广明社、广禄社、广海社、广和社、广文社1市镇15社析置𠀧屯市社。
2020年1月10日，广长社和广连社合并为连长社。
2024年10月24日，越南国会常务委员会通过决议，自2024年12月1日起，扶化社和景化社合并为扶景社。

## 行政区划
广泽县下辖16社，县莅广芳社。
- 景阳社（Xã Cảnh Dương）
- 连长社（Xã Liên Trường）
- 扶景社（Xã Phù Cảnh）
- 广洲社（Xã Quảng Châu）
- 广东社（Xã Quảng Đông）
- 广合社（Xã Quảng Hợp）
- 广兴社（Xã Quảng Hưng）
- 广金社（Xã Quảng Kim）
- 广流社（Xã Quảng Lưu）
- 广富社（Xã Quảng Phú）
- 广芳社（Xã Quảng Phương）
- 广石社（Xã Quảng Thạch）
- 广清社（Xã Quảng Thanh）
- 广进社（Xã Quảng Tiến）
- 广松社（Xã Quảng Tùng）
- 广春社（Xã Quảng Xuân）